# Даммайер, Генрих
Генрих Даммейер (нем. Heinrich Dammeier; 9 февраля 1914, Бекедорф, близ Ганновера — 16 мая 2001, Бекедорф) — немецкий подводник, кавалер Рыцарского креста — стал первым старшим машинистом, удостоенным этой награды, штабс-обер-машинист (1 июля 1943 года).

## Биография
1 июля 1933 года поступил на службу в ВМФ, кочегар. Прошёл стажировку на крейсере «Дойчланд» («Лютцов»). Участвовал в военных действиях во время Гражданской войны в Испании, кавалер серебряного Испанского креста с мечами (6 июня 1939 года).

## Вторая мировая война
В сентябре 1940 года переведён в подводный флот. В мае 1941 года назначен старшим машинистом на подлодку U-129 (Тип IX-C), на которой совершил 10 походов (проведя в море в общей сложности 721 сутки), в основном в Карибское море и к берегам Мексики.
В августе 1944 года Даммейер переведён на подлодку U-270 (Тип VII-C). 10 августа лодка вышла в море, 12 августа 1944 года награждён Рыцарским крестом Железного креста, а уже 13 августа лодка была потоплена в Бискайском заливе западнее Ла-Рошели глубинными бомбами, сброшенными американским самолётом. Экипаж (в том числе и Даммейер) был взят в плен.
В 1947 году освобождён. Вернувшись в Германию, поступил на службу в федеральную систему дорожного строительства, стал гауптверкмейстером.

## Награды
- Спортивный знак немецкого имперского союза физической культуры в бронзе (8 декабря 1933)
- Медаль «За выслугу лет в вермахте» 4-го класса (1 июня 1937)
- Испанский крест в серебре с мечами (6 июня 1939)
- Медаль «В память 22 марта 1939 года» (26 декабря 1939)
- Медаль «В память 1 октября 1938 года» (31 декабря 1939)
- Нагрудный знак подводника (1939) (29 декабря 1941)
- Немецкий крест в золоте (12 февраля 1944)
- Рыцарский крест Железного креста (12 августа 1944)